# Johan Caspar Paravicini di Capelli
Johan Caspar Paravicini di Capelli (Chur (Zwitserland), 2 april 1660 – (begraven) Den Haag, 2 oktober 1761) was een kapitein in het regiment Grisons in Statendienst. Hij is de oudste in de bewezen stamreeks van het geslacht Paravicini di Capelli, dat in 1919 is opgenomen in het Nederland's Patriciaat.
Het geslacht Paravicini di Capelli behoort tot de oudste families in Noord-Italië. Gedurende de godsdienstoorlogen in de 16de en 17de eeuw spreidde de familie uit over Europa. Johan Caspar was de eerste van het geslacht die in Nederland aankwam. De officiële naam was Paravicini di Gottardini, maar eenmaal in Nederland noemden ze zich Di Capelli, waarschijnlijk naar de grootmoeder van Johan Caspar. Hij was officier bij de Zwitserse troepen in Nederlandse dienst en vervulde in die hoedanigheid verschillende functies. In 1694 was hij kapitein van de Grisons, in 1708 werd hij kapitein-luitenant van een nieuwe compagnie en in 1712 werd hij oudste kapitein-luitenant.
In 1704 trouwde hij in Den Bosch met Allegonda van Breugel. Uit dit huwelijk werden geen kinderen geboren. Hij huwde opnieuw in 1716 in Breda, dit keer met Isabella Maria van Woensel. Met haar kreeg hij drie kinderen: Johan David Paravicini di Capelli (1718-1781), Bartholomeus Edouard Paravicini di Capelli (1724-1810), en Elias Paravicini di Capelli. (1733-na 1795).
Het Nieuw Nederlandsch Biografisch Woordenboek meldt dat hij op 2 oktober 1761 is begraven in Den Haag. Dit betekent dat hij op 101-jarige leeftijd zou zijn overleden.